# Ялинова ділянка (пам'ятка природи)
Яли́нова діля́нка — ботанічна пам'ятка природи місцевого значення в Україні. Розташована в межах Путильського району Чернівецької області, на схід від села Голошина. 
Площа 25 га. Статус присвоєно згідно з рішенням облвиконкому від 30.05.1979 року № 198. Перебуває у віданні ДП «Путильський лісгосп» (Яблуницьке л-во, кв. 25, вид. 10-11). 
Статус присвоєно для збереження частини лісового масиву з унікальними насадженнями ялини з ялицею віком понад 85 років.